# Die Kriegerinnen von Troy
Die Kriegerinnen von Troy (Les Guerrières de Troy) ist eine zwischen 2010 und 2013 erschienene frankobelgische Comicserie.

## Hintergrund
Christophe Arleston und Melanÿn schrieben eine Geschichte über drei Kriegerinnen, die in der Welt von Troy einige Abenteuer zu bestehen haben. Als Zeichner konnte Dany gewonnen werden. Der bisher erschienene erste Teil wurde durch Soleil Productions veröffentlicht. Die deutsche Ausgabe stammte von Splitter.

## Geschichten
- Yquem der Grosszügige (Yquem le généreux, 2010, 51 Seiten)
- Das Gold aus der Tiefe (L’or des profondeurs , 2013, ? Seiten)